# Кубок Испании по футболу 1993/1994
Кубок Испании по футболу 1993/1994 — 90-й розыгрыш Кубка Испании по футболу выиграла Реал Сарагоса. Этот кубок стал четвертым в истории команды.
Соревнование прошло в период со 15 августа 1993 по 20 апреля 1994 года.

## Результаты матчей

### 1/4 финала
| Команда 1     | Итог | Команда 2   | 1-й матч | 2-й матч |
| ------------- | ---- | ----------- | -------- | -------- |
| Реал Овьедо   | 1:5  | Сельта      | 1:0      | 0:5      |
| Тенерифе      | 5:1  | Реал Мадрид | 2:1      | 3:0      |
| Реал Сарагоса | 3:2  | Севилья     | 2:1      | 1:1      |
| Реал Бетис    | 1:0  | Барселона   | 0:0      | 1:0      |

### 1/2 финала
| Команда 1  | Итог | Команда 2     | 1-й матч | 2-й матч |
| ---------- | ---- | ------------- | -------- | -------- |
| Сельта     | 5:2  | Тенерифе      | 3:0      | 2:2      |
| Реал Бетис | 1:4  | Реал Сарагоса | 0:1      | 1:3      |

### Финал
| 20 апреля, 1994 год | \| Реал Сарагоса \| 0:0 (овертайм) \| Сельта \| | Висенте Кальдерон, Мадрид Зрителей: 56 000 |
| Реал Сарагоса       | 0:0 (овертайм)                                  | Сельта                                     |

| Серия пенальти:                        |     |                                                |
| Касерес · Найим · Франко · Гэй · Игера | 5:4 | Андриашевич · Гудель · Дадие · Лосада · Индиас |